# Cot Eumpueng Cut
Cot Eumpueng Cut är ett berg i Indonesien.   Det ligger i provinsen Aceh, i den västra delen av landet, 1 800 km nordväst om huvudstaden Jakarta. Toppen på Cot Eumpueng Cut är 559 meter över havet.
Terrängen runt Cot Eumpueng Cut är varierad.Runt Cot Eumpueng Cut är det ganska tätbefolkat, med 90 invånare per kvadratkilometer. Omgivningarna runt Cot Eumpueng Cut är en mosaik av jordbruksmark och naturlig växtlighet.